# Cesare Rickler
Cesare Gianfranco Rickler Del Mare est footballeur italien né le 18 mars 1987 à Pise. Il évolue au poste défenseur central. En 2017, il commence une carrière de pilote de camion sur le Rallye Dakar.

## Biographie
En 2012, Cesare Rickler est suspendu pendant quatre ans pour matchs truqués.

## Rallye Dakar
- Les résultats de Cesare Rickler au Rallye Dakar[1],[2], il participe aussi en tant que camion d'assistance de la course ;

| Année | Catégorie | Véhicules       | Position   |
| ----- | --------- | --------------- | ---------- |
| 2017  | Camion    | Iveco Eurocargo | 40e        |
| 2019  | Camion    | Iveco Eurocargo | Non classé |
| 2020  | Camion    | Iveco Eurocargo | Non classé |
| 2022  | Camion    | MAN TGS         | Abandon    |
| 2023  | Camion    | MAN TGS         | Abandon    |
| 2024  | Camion    | MAN TGS         | 33e        |